# Evropský hokejový pohár 1968/1969
4. ročník hokejového turnaje European Cupu.Vítězem turnaje se stala CSKA Moskva.

## 1. kolo
- Klagenfurter AC (Rakousko) - HK Jesenice (Jugoslávie) 6:4, 5:3
- HC Chamonix (Francie) - HC La Chaux-de-Fonds (Švýcarsko) 2:5, 0:4
- Metallurg Pernik (Bulharsko) - Újpest Dózsa (Maďarsko) 4:4, 3:7
- Vålerenga IF (Norsko) - Brynäs IF (Švédsko) 3:7, 4:17
- GKS Katowice (Polsko) - KooVee Tampere (Finsko) KooVee Tampere odstoupilo
- SC Dynamo Berlin (NDR) - Dinamo Bucureşti (Rumunsko) Dinamo Bucureşti odstoupilo

## 2. kolo
- Klagenfurter AC - EV Füssen (NSR) 5:2, 2:1
- HC La Chaux-de-Fonds - Újpest Dózsa 10:4, 3:2
- GKS Katowice - SC Dynamo Berlin 1:2, 3:3
- Brynäs IF - ASD Dukla Jihlava (Československo) ASD Dukla Jihlava odstoupilo

## 3. kolo
- HC La Chaux-de-Fonds - Klagenfurter AC 4:5, 4:3 (SN 2:3)
- SC Dynamo Berlin - Brynäs IF Brynäs IF odstoupil

## Semifinále
- Klagenfurter AC - TJ ZKL Brno (Československo) TJ ZKL Brno odstoupila
- SC Dynamo Berlin - CSKA Moskva (SSSR) 1:11, 0:13

## Finále
(10. a 12. října 1969 v Klagenfurtu a Vídni)
- Klagenfurter AC - CSKA Moskva 1:9,3:14

Oba týmy Brno a Jihlava ze soutěže odstoupily. Oficiální důvod zněl pro nedostatek volných termínů (pravý důvod byl, že žádný československý celek nechtěl nastoupit proti CSKA Moskva z důvodu srpnové okupace, z téhož důvodu odstoupil finský a švédský celek).